# Szymkiwci
Szymkiwci (ukr. Шимківці) – wieś na Ukrainie, w obwodzie chmielnickim, w rejonie szepetowskim, w hromadzie Biłohirja. W 2001 roku liczyła 454 mieszkańców.
W Rzeczypospolitej Obojga Narodów Szymkowce były wsią magnacka należąca do klucza lachowieckiego Jabłonowskich, a następnie Sapiehów. W zaborze rosyjskim leżała w gminie (wołosti) Pererosłe, w powiecie ostrogskim guberni wołyńskiej – własność ziemska m.in. Zygmunta Radzymińskiego.
Po traktacie ryskim w ZSRR: powiat ostrogski (1920–1923),  rejon płużniański (1923–1959; z przerwą na okupację hitlerowską), rejon biłohirski USRR.   